# Hoçisht
Hoçisht é uma comuna (em albanês:  komuna) da Albânia localizada no distrito de Devoll, prefeitura de Korçë.